# Niels Ebbesen

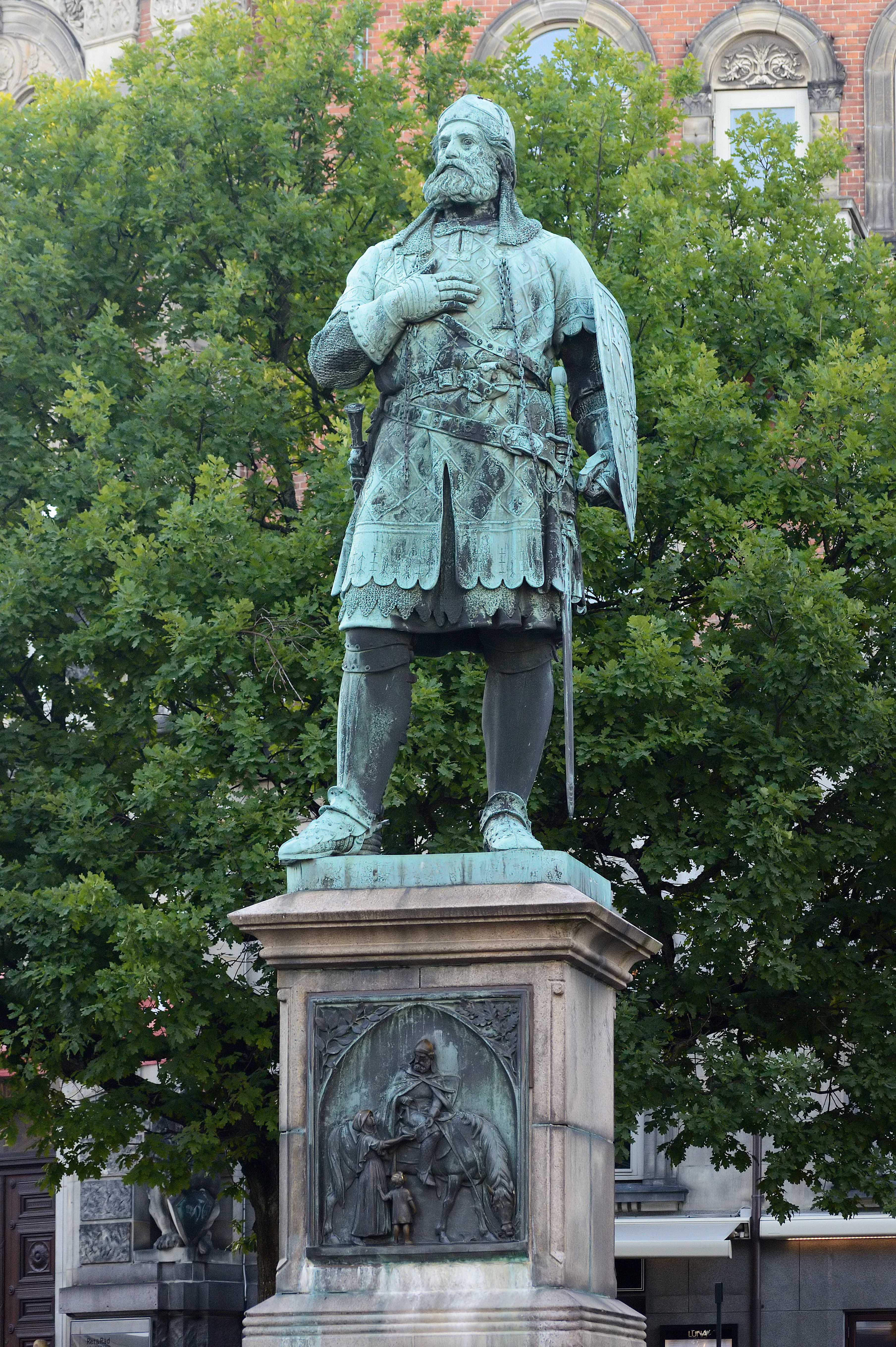
Niels Ebbesens staty i Randers, rest 1883, modellerad av F.E. Ring.

Niels Ebbesen, född 1308, död 2 november 1340, var en dansk nationalhjälte. Under andra världskriget var han en symbol för motståndet mot den tyska ockupationen.

## Biografi
Krönikorna vet föga om honom, och historikerna (A.D. Jørgensen, Johannes Steenstrup och Anders Thiset) är mycket oense i sina framställningar; enligt den sistnämnde skulle han ha varit en Strangesøn (av ätten Bild). Han var sannolikt ägare av Nørreris (Nørringris), 15 km. n. v. om Århus.
Historisk betydelse fick han i alla händelser genom att som ledare för en sammansvärjning av 47 eller 60 personer, sannolikt adelsmän och borgare i Randers, natten till den 1 april 1340 överfalla den holsteinske greve Gert i Randers, där denne hade 4 000 krigare samlade, och dräpa honom jämte flera av hans män, bland andra Niels egen svåger, Ove Hase.
Efter dråpet stod Niels i spetsen för jyllänningarnas resning mot holsteinska oket, intog den 1 maj en påbörjad borg vid Skjern å, men föll den 2 november vid ett angrepp på Skanderborg, vars besättning under striden fick undsättning. Hans och hans två bröders lik lades på stegel. 1351 gav en del jylländska adelsmän mansbot till greve Gerts söner.
Niels dåd skildras i en av de yppersta danska folkvisorna, med förhärligande av mannens mod och klokhet. Ämnet har behandlats poetiskt i sorgespel av K.L. Sander (1797) och Ilia Fibiger (1866) samt i romanform av H.F. Ewald (1886) och B. Trolle (Grev Gert og Niels Ebbesøn, 1908). Kaj Munk skrev under besættelsen skådespelet Niels Ebbesen.